# Chijindu Ujah
Chijindu Ujah, född 5 mars 1994, är en brittisk friidrottare. Han sprang förstasträckan i finalen när Storbritannien blev världsmästare på 4x100 meter vid världsmästerskapen i friidrott 2017.
Ujah deltog vid olympiska sommarspelen 2016.

### Fotnoter
1. ↑  World Athletics Database, World Athletics ID: 265959.[källa från Wikidata]
2. ↑  All-Athletics.com, All-Athletics.com ID (arkiverad): 389385, läst: 6 april 2022.[källa från Wikidata]
3. ↑  ”Athlete profile Chijindu Ujah”. iaaf.org. IAAF. https://www.iaaf.org/athletes/great-britain-ni/chijindu-ujah-265959. Läst 13 augusti 2017.
4. ↑  "IAAF WORLD CHAMPIONSHIPS LONDON 2017 - 4X100 METRES RELAY MEN". Läst 12 augusti 2017. (engelska)
5. ↑  Olympic.org - Chijindu Ujah